# Neutrale Zone (Saoedi-Arabië en Irak)
De Neutrale Zone was een betwist grensgebied tussen Saoedi-Arabië en Irak.
De Neutrale Zone behoorde tot geen van de twee nationale gebieden. Het was beide landen niet toegestaan de zone te militariseren maar nomaden uit beide landen kregen wel het recht ongehinderd de weiden en bronnen van de Neutrale Zone te gebruiken. In 1938 ondertekenden beide staten een overeenkomst over het gemeenschappelijke bestuur van het gebied.

## Verdrag waarin Neutrale Zone werd genoemd
Een eerste verdrag over grensdisputen tussen Groot-Brittannië (mandaatmacht op dat ogenblik over Irak) en het sultanaat Nadjd werd op 5 mei 1922 in het contract van Koramsjar (Verdrag van Muhammarah) gesloten. Dit verdrag is nooit tot uitvoer gebracht. Op 2 december 1922 werden in het Protocol van Uqair de grenzen van de Neutrale Zone vastgesteld.

## Saoedi-Arabië en Irak
Een voorlopige overeenkomst over de toewijzing van de neutrale streek werd in 1975 ondertekend en in een grensverdrag, dat op 26 december 1981 werd ondertekend en in 1983 werd bekrachtigd, werd de deling afgerond door een oost-westelijk verlopende diagonaal.
Om onbekende redenen werd dit grensverdrag niet voorgelegd aan de Verenigde Naties. Het grensverdrag werd niet openbaar bekendgemaakt en er werd buiten Irak en Saoedi-Arabië niemand officieel geïnformeerd over het bestaan van een dergelijke overeenkomst.
Tijdens de Golfoorlog van 1990-1991 annuleerde Irak alle internationale overeenkomsten die het met Saoedi-Arabië sinds 1968 had gesloten. Saoedi-Arabië reageerde hierop door alle grensverdragen met Irak, waaronder dat van 1981, alsnog te registreren. Sindsdien is de neutrale zone van de kaarten verdwenen. Alle landen, inclusief Irak en Saoedi-Arabië, beschouwen de neutrale zone als verdeeld tussen beide landen volgens dit verdrag.
De neutrale zone tussen Saoedi-Arabië en Irak had de ISO 3166-1-Codes NT en NTZ. Het gebruik van deze codes werd in 1993 stopgezet.